# Godfred de Frise
Godfred de Frise (ou Godefrid, Godfried), mort en mai-juin 885 à Herispich, est un chef viking danois de la fin du IXe siècle. 
Après avoir probablement fait partie de la Grande Armée qui envahit l'Angleterre en 865, il revient sur le continent après 878, et, après une campagne en Francie occidentale et en Lotharingie, devient en 882 vassal de l'empereur Charles III le Gros, qui lui concède le gouvernement de la Frise occidentale. Il meurt assassiné en 885.
Il est parfois confondu avec Godfried Haraldsson, fils d'Harald Klak.

## Biographie

### La campagne de 881 en Francie occidentale
En novembre 879, une escadre viking, où se trouve la troupe de Godfred, remonte l'Escaut jusqu’à Gand en ravageant le comté de Flandre, utilisant ensuite cette ville comme base pour leurs opérations. Les années suivantes, ils pillent les régions d'Arras, de Cambrai et de Péronne et s'avancent ensuite jusqu'à Noyon et à Reims.
Le 3 août 881, ils sont vaincus à Saucourt-en-Vimeu par le roi de Francie occidentale Louis III. 8 000 d'entre eux auraient été tués durant la bataille. En novembre, ils refluent vers Gand après avoir de nouveau pillé le comté de Flandre, puis installent leur camp d’hiver à Esloo, près de Maastricht, dans le Limbourg.

### La campagne de 882 en Lotharingie
En janvier 882, les bandes de Godfred, Sigfred et Vurm ravagent l'abbaye de Prüm, puis incendient Cologne et le palais d'Aix-la-Chapelle en Lotharingie. Le 5 avril 882, c'est le tour de Trèves. Remontant la Moselle, ils s'approchent de Metz, dont l'évêque Wala est tué à la bataille de Remich le 11 avril 882,. 
En mai, Charles le Gros rentré d'Italie convoque une armée à Worms pour combattre les Vikings rentrés à Elsloo. Il les y assiège et négocie leur retrait.

### Le traité entre l'empereur et les Vikings
Godfred accepte d'être baptisé, se voit donner comme épouse Guisla, fille du roi Lothaire II et reçoit le comté de Kennemerland, en Frise occidentale, ainsi que plusieurs milliers de livres d'argent et d'or prélevées sur le trésor de la cathédrale Saint-Étienne de Metz.
L'empereur achète également le départ de Sigfred et de Vurm, qui se retirent à Condé-sur-l'Escaut en octobre pour se tourner de nouveau contre la Francie occidentale.

### Duc de Frise
Godfred n'intervient pas contre un raid danois contre Deventer en 882, ni contre une autre bande qui remonte le Rhin en 883. 
En 885, il réclame à l'empereur la concession de Coblence, d'Andernach et de Sinsich, sous prétexte que ces contrées produisent du vin, alors qu'on ne peut pas cultiver la vigne dans celles qu'on lui a confiées. 

### La conférence d'Herispich et l'assassinat (885)
Accusé de complicité dans la révolte d'Hugues, duc d'Alsace, son beau-frère, qui revendique la Lotharingie, il est convoqué à Herispich (Lobith près de Spijk) pour rencontrer deux envoyés de l'empereur, Henri de Franconie et l'archevêque de Cologne Willibert. 
À l'issue de plusieurs conférences, il est assassiné par un groupe de nobles saxons et frisons, le premier coup étant porté par le comte Everhard, qu'il avait spolié de ses propriétés. Le comte Gérulf II prend alors le contrôle de la Frise occidentale au détriment des Danois.